# О’Рурк, Орла
Орла О'Рурк (англ. Orla O'Rourke) — ирландская актриса

 театра, кино и телевидения. Известна по роли Вероники Бреннан в фильме Джона Майкла Макдонаха «Голгофа» 2014 года, за которую была номинирована на 11-ю Премию Ирландской академии кино и телевидения в категории «Лучшая актриса второго плана (кино)», но уступила Шинейд Кьюсак.

## Биография

### Ранняя жизнь и образование
О'Рурк родилась в Замбии в семье ирландских родителей. Когда Орле было 5 лет, семья вернулась в Ирландию, где мама наставила дочь на изучение трёх инструментов, занятия балетом и гимнастикой. В 13 лет она поступила в театральную школу. В 16 лет Орла сыграла в спектакле «Взрослый ребёнок/Мёртвый ребенок» (Adult Child/ Dead Child). Актриса получила степень в области кино и телевещания.

### Карьера
Ещё во время учёбы О'Рурк получила свою первую постоянную роль Шинейд Келли в ирландском телесериале «Клиника». Затем актриса работала над фильмом «Злой умысел» для режиссёра Дэвида Блэра. Она снялась в полнометражном фильме «Линия фронта» режиссёра Дэвида Глисона. После окончания университета работала в Англии — снялась в телевизионной драме Casualty и фильме «Гарри Браун» с Майклом Кейном, Эмили Мортимер и Чарли Крид-Майлзом.

## Фильмография
| Год       |    | Русское название                   | Оригинальное название                  | Роль                                               |
| --------- | -- | ---------------------------------- | -------------------------------------- | -------------------------------------------------- |
| 2004—2006 | с  | Клиника                            | The Clinic                             | Шинейд Келли / Sinéad Kelly                        |
| 2005      | тф | Злой умысел                        | Malice Aforethought                    | Гвинфрид Рэттери / Gwynfryd Rattery                |
| 2005      | с  | Город-сказка                       | Fair City                              | Аврил Винтер / Avril Winter                        |
| 2005      | тф | Что бы ни значила любовь           | Whatever Love Means                    | Сара Спенсер / Sarah Spencer                       |
| 2006      | ф  | Линия фронта                       | The Front Line                         | Детектив Сьюзен Клосси / Detective Susan Clohessey |
| 2005      | с  | Катастрофа (телесериал, 1986)      | Casualty                               | Кэрин Финнеган / WPC Caryn Finnegan                |
| 2009      | ф  | Гарри Браун                        | Harry Brown                            | Медсестра №2 / Nurse #2                            |
| 2011      | с  | Преступления прошлого              | Case Histories                         | Татьяна / Tatiana                                  |
| 2011      | тф | Дом для отдыха                     | The Cabin                              | Хизер / Heather                                    |
| 2011      | с  | Ответный удар                      | Strike Back                            | Нив / Neve                                         |
| 2014      | ф  | Голгофа                            | Calvary                                | Вероника Бреннан / Veronica Brennan                |
| 2014      | ф  | Умирающий                          | Down Dog                               | Rachel / Harriet / Flora                           |
| 2017      | с  | Без обид                           | No Offence                             | Дирбла Кеннеди / Dearbhla Kennedy                  |
| 2018      | ф  | Карантин Z                         | Redcon-1                               | Миранда / Miranda                                  |
| 2020      | ф  | Убийства по открыткам              | The Postcard Killings                  | Нэнси / Nancy                                      |
| 2020      | ф  | Ведьмы                             | The Witches                            | Саоирс / Saoirse                                   |
| 2020      | с  | Доктор Кто (Вознесение киберлюдей) | Doctor Who (Ascension of the Cybermen) | Мег / Meg                                          |

## Награды и номинации
| №    | Название                                      | Дата церемонии | Категория                           | Фильм     | Результат | Ист.  |
| ---- | --------------------------------------------- | -------------- | ----------------------------------- | --------- | --------- | ----- |
| 11-я | Премия Ирландской академии кино и телевидения | 5 апреля 2014  | Лучшая актриса второго плана (кино) | «Голгофа» | Номинация | [ 2 ] |